# Juliomys pictipes
La laucha de pies manchados (Juliomys pictipes) es una especie de roedor del género Juliomys de la familia Cricetidae. Habita en el nordeste del Cono Sur de Sudamérica.

## Taxonomía
Esta especie fue descrita originalmente en el año 1933 por el zoólogo estadounidense Wilfred Hudson Osgood con el nombre científico de Thomasomys pictipes.
Recién en el año 2000 fue trasladado al género Juliomys, al ser este último creado.
Localidad tipo
La localidad tipo asignada es: “Caraguatay [Puerto Caraguatay, departamento Montecarlo], río Paraná, 100 millas al sur del río Iguazú, Misiones, Argentina”. El tipo fue depositado en el Field Museum de Chicago.

## Distribución geográfica y hábitat
Esta especie es endémica del centro-este de Sudamérica, habitando en selvas atlánticas o paranaenses de tierras bajas y serranas en el sudeste de Brasil, este del Paraguay y en el nordeste de la Argentina, extremo norte de la mesopotamia de ese país, en la provincia de Misiones. Durante 80 años solo se conoció de la Argentina el ejemplar tipo, hasta que finalmente se registraron otros especímenes en varios sectores de Misiones. En ese período se capturaron ejemplares en el sudeste brasileño que fueron asignados a esta especie, aunque se especula que podrían pertenecer a una forma distinta. La escasez de capturas se debe a los hábitos arborícolas que presenta y a preferir las selvas densas, ambiente donde no penetra la lechuza de campanario, la cual es empleada por los investigadores para relevar la fauna de micromamíferos misioneros, mediante el análisis de sus egagrópilas.